# Link's Crossbow Training
Vous lisez un « bon article » labellisé en 2019.
Link's Crossbow Training est un jeu de tir développé par Nintendo EAD et édité par Nintendo sur Wii en 2007 en Occident, puis en 2008 au Japon. C'est un spin-off de la franchise The Legend of Zelda, sous la forme d'un jeu très court destiné à exploiter les capacités de l'accessoire Wii Zapper vendu avec le jeu. Il met en scène Link au tir à l'arbalète dans des décors issus et identiques à ceux du jeu Twilight Princess sorti en 2006.
Shigeru Miyamoto choisit de créer un jeu Zelda pour accompagner la sortie de l'accessoire Wii Zapper. Face aux doutes de l'équipe, un prototype est proposé en test à une sélection de fans, qui apprécie le concept. Le projet, qui reprend le moteur de jeu de Twilight Princess, est donc lancé. Miyamoto décide de ne pas inclure de scénario et impose de créer un jeu très simple et des niveaux courts.
Link's Crossbow Training est très moyennement accueilli lors de sa sortie par la presse spécialisée. Les critiques jugent le jeu trop court, avec trop peu de contenu et de profondeur de gameplay. La plupart d'entre elles estime cependant le jeu très divertissant, même s'il ne peut être considéré comme un vrai jeu, mais plutôt comme une démo pour le Wii Zapper toutefois amusante. En l'occurrence, celui-ci est unanimement jugé moyen, à la prise en main comme aux apports peu évidents et comme un accessoire dispensable. Eiji Aonuma dévoile fin 2009 qu'il a envisagé d'améliorer le concept en créant une suite, mais la direction de Nintendo a refusé le projet.

## Trame
Link's Crossbow Training se déroule dans un univers médiéval-fantastique, et reprend les graphismes et l'univers de Twilight Princess,,. Ce spin-off ne s'inscrit donc pas dans le canon officiel de la franchise The Legend of Zelda, et les différents niveaux s'enchainent sans aucun arc narratif,. Chacun d'entre eux se déroule ainsi dans un lieu-clef de l'univers de la franchise, le royaume d'Hyrule, comme la plaine d'Hyrule, le village de Toal, la Tour du jugement, le viaduc d'Hylia, le Temple du temps, ou les Ruines des pics blancs,,,,.
Le protagoniste est Link,. Il chevauche parfois Epona. Outre les cibles de tir, le joueur s'oppose à des ennemis et des monstres récurrents de l'univers de The Legend of Zelda comme des Moblins, des Skulltulas, ou Skull Kid,.

## Système de jeu
Link's Crossbow Training est un jeu de tir affiché dans une vue à la première et à la troisième personne sur des écrans fixes ou en mouvement, se déroulant dans un univers en trois dimensions comportant des décors animés. Parfois, la caméra réalise un scrolling vers l'avant, latéral ou vers l'arrière. Le jeu se déroule durant une durée limitée, affichée à l'écran grâce à un compte à rebours. Le personnage est équipé d'une arbalète, le joueur peut ainsi viser les cibles ou les ennemis grâce à un réticule de visée affiché à l'écran. Ceux-ci peuvent survenir à différentes positions sur l'écran, depuis une position basse, de dessous l'eau, des airs ou des différents bâtiments affichés. Le joueur combat un boss dans le dernier niveau et un à la fin du jeu. Le joueur peut zoomer sur un endroit de l'écran pour tirer plus précisément, et peut charger son arme pour obtenir un tir explosif plus puissant. Les munitions sont infinies et l'arme fonctionne sans nécessité de rechargement. Si le joueur élimine un ennemi particulier (de couleur verte clignotante), le tir automatique de l'arbalète est temporairement activé. Chaque ennemi tué, chaque cible touchée et chaque objet détruit rapporte des points. Si le joueur est touché par ses ennemis ou s'il tire sur une mauvaise cible, il perd des points,,,. Certains objets peuvent être détruits, comme des pots, des crânes, des épouvantails, des tonneaux, des ruches, octroyant des points supplémentaires,,. Le score augmente en fonction des cibles touchées, mais aussi en fonction des combos : plus le joueur enchaîne de tir réussis, plus il gagne de points, grâce à un coefficient multiplicateur qui augmente,.
Link's Crossbow Training se joue avec le Wii Zapper, accessoire en l'occurrence vendu avec le jeu. Le Wii Zapper n'est pas un périphérique en lui-même, mais un accessoire en plastique qui permet d'enficher la télécommande Wii et le nunchuk pour devenir un pistolet optique, et d'utiliser le système de visée de la télécommande pour cibler les différents éléments à l'écran,,. Le jeu est également logiquement jouable avec la télécommande Wii et le nunchuk, sans l'accessoire.

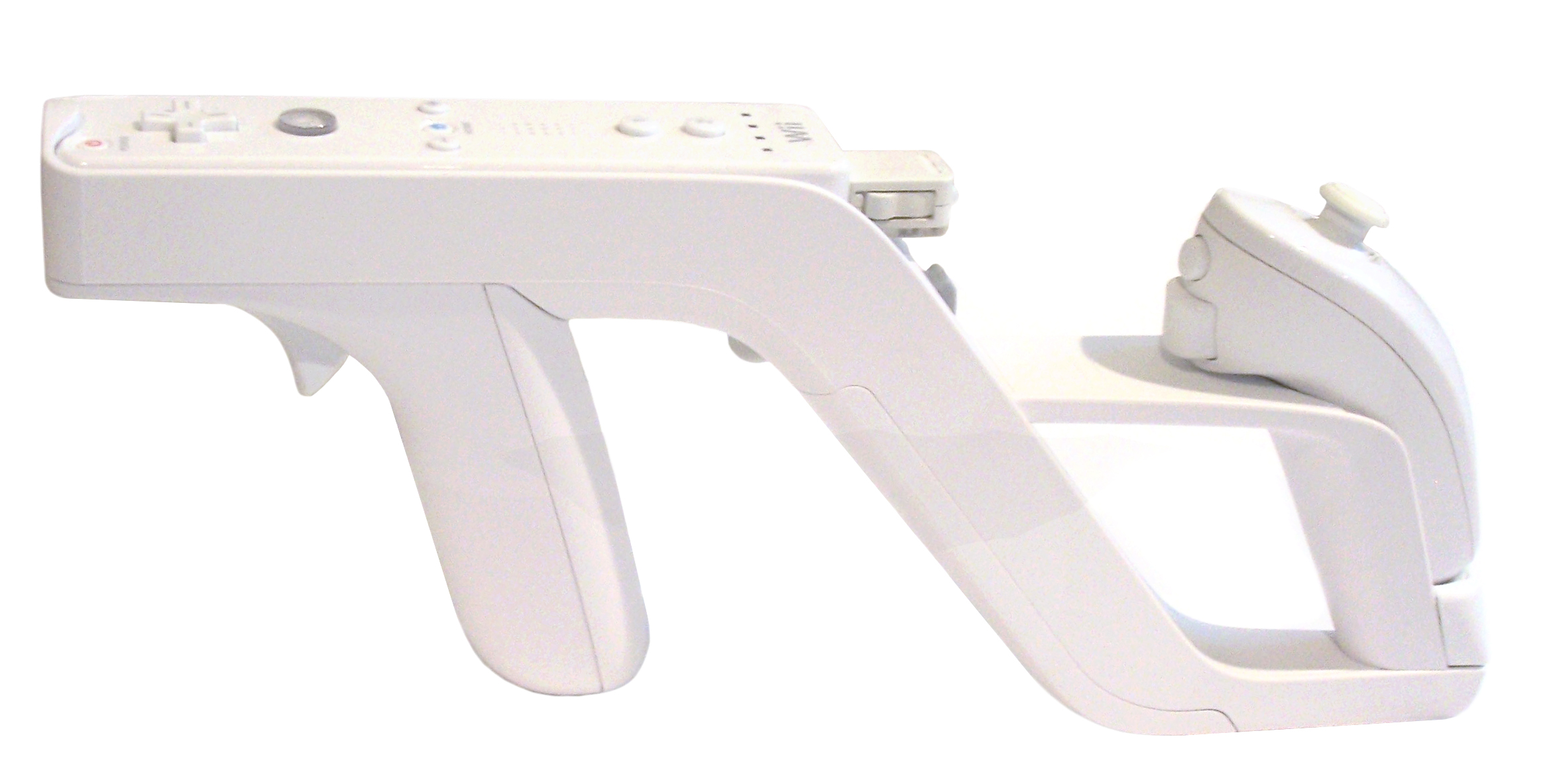
Le Wii Zapper.

Il existe huit niveaux réguliers et un niveau final, chacun composé de trois épreuves spécifiques ressemblant à des mini-jeux (soit vingt-sept au total),,. Le jeu se présente donc sous différentes formes à l'écran. La première phase de chaque niveau est un entraînement de « tir sur cible ». Une caméra se déplace puis s'arrête pour proposer un plan fixe en vue subjective pendant une durée déterminée, puis se déplace pour proposer un autre plan. Le joueur dispose d'une amplitude de mouvement limitée, et certaines séquences s'apparentent à du rail shooter,,. La caméra peut prendre différents chemins suivant les parties. Il existe plusieurs sortes de cibles de tir, apparaissant subitement, pour une durée limitée, et certaines sont portées par des personnages non-joueurs. Les plus simples sont rouges et blanches, les dorées permettent de gagner plus de points alors que celles ornées d'une croix bleue en fait perdre. Toucher le cœur de cible rapporte plus de points. La seconde phase replace Link dans une vue à la troisième personne dans un rôle de « défenseur » dans une position fixe, tentant d'éliminer des assaillants s'approchant tout autour de lui. Il peut cependant pivoter à 360 degrés. Dans ces niveaux évoluent uniquement des ennemis, des monstres, que le joueur peut voir arriver grâce à une mini-carte équipée d'un radar indiquant la position des ennemis,. Dans la troisième phase, le joueur dirige Link dans une vue à la troisième personne à l'« assaut » de ses ennemis dans différents lieux à la surface limitée affichés en trois dimensions,. Il déplace son avatar grâce au stick analogique du nunchuk, et bénéficie toujours de la mini-carte,.
Au début du jeu, les trois premiers niveaux sont disponibles et les suivants sont débloqués au fur et à mesure grâce au score du joueur. Il existe trois modes de jeu. Dans le mode solo, le joueur doit réaliser un score minimum de 20 000 points pour débloquer le niveau suivant, mais également pour obtenir des médailles, de bronze, d'argent, d'or et de platine, en fonction de son score (de 20 000 à 80 000 points),,. Le mode entraînement permet de se perfectionner sur les épreuves qui sont débloquées, sans contrainte de temps, ni de notion de score. Le mode multijoueur permet de jouer à quatre en local, dans lequel les joueurs s'affrontent au tour par tour pour tenter d'obtenir le meilleur score. Les joueurs s'enregistrent via leur compte Mii.

## Développement

### Genèse du WiiZapperet choix du jeu

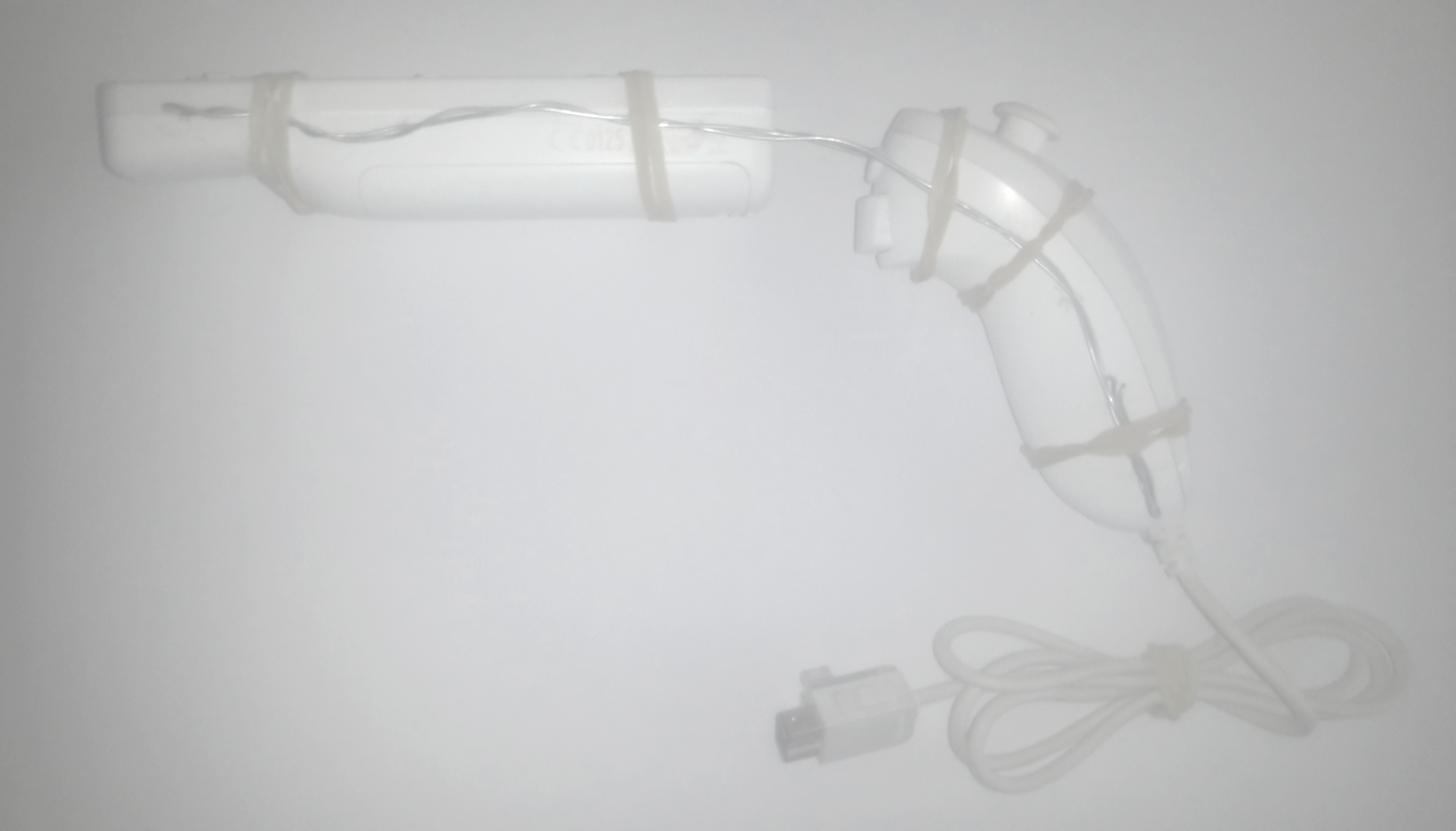
Assemblage identique au premier prototype du Wii Zapper proposé à Shigeru Miyamoto.

Le Wii Zapper est l'idée d'un membre de Nintendo EAD, plus précisément de l'équipe qui développe Zelda. Lors de la fin du développement de Twilight Princess, l'un des concepteurs propose une idée à Shigeru Miyamoto ; il lui présente le prototype d'un accessoire pour la Wii. Sous cette forme, c'est la télécommande Wii et le nunchuck reliés par des fils de fer, maintenus par des élastiques, qui forment une sorte de fusil. Miyamoto répond par la négative à son concepteur, lui précisant que la période délicate de la finalisation du jeu n'est pas le moment pour ce projet. Pourtant, quand Miyamoto le prend en main, il le trouve ergonomique. Ainsi, il propose tout de même l'idée aux ingénieurs du service matériel, qui commencent à travailler dessus. Ils explorent donc les possibilités de ce concept, d'autant plus que des entreprises tierces commencent à proposer à Nintendo la création de pistolets optiques Wii et soumettent des prototypes. Le service matériel réalise ainsi plusieurs prototypes, dont un doté d'un kit vibration nécessitant une pile supplémentaire. Par la suite, Miyamoto demande la suppression du câble du nunchuck. Son nom est inspiré du NES Zapper,.
Mais le Wii Zapper est dévoilé lors de l'E3 2006, et depuis presque une année, aucun jeu n'est créé pour ce périphérique. Pourtant lors de cette première annonce publique, Nintendo avait promis un petit jeu gratuit livré conjointement. Le jeu d'aventure à la première personne Metroid Prime 3: Corruption qui pourrait correspondre est en production. Mais il est conçu pour tirer parti de la télécommande Wii et du nunchuck, d'autant plus que le Wii Zapper est dévoilé lorsque le processus de développement du jeu est déjà très avancé,. Le choix du jeu à développer pour le Wii Zapper s'avère donc difficile. Miyamoto ne conçoit pas vraiment l'intérêt d'utiliser cet accessoire pour des jeux tels que Mario ou Animal Crossing, ce qui introduirait un gameplay assez inattendu. Il estime que puisque c'est l'équipe qui développe les jeux Zelda qui en a la charge, ce doit être un jeu de la franchise The Legend of Zelda, bien que certains membres lui aient précisé que donner un fusil à Link pourrait sembler étrange. Miyamoto propose alors une histoire « à la Terminator » centrée sur le voyage dans le temps pour justifier de l'arme, mais l'équipe s'y oppose immédiatement et unanimement.
Le choix d'un jeu Zelda est entériné et l'équipe décide finalement de donner une arbalète à Link. La première idée d'un jeu Zelda dans le genre jeu de tir à la première personne remonte à la création d'Ocarina of Time, dont les premiers concepts imaginés par Miyamoto envisagent un jeu FPS. Cependant, l'équipe est à l'époque obligée d'opter pour un jeu en vue à la troisième personne, afin de permettre de montrer l'évolution de Link dans le temps à l'écran,. Miyamoto veut se servir de ce nouveau jeu pour montrer aux joueurs japonais que le genre peut être amusant, en mêlant jeu de tir simple avec scrolling et FPS évolué,,. L'intérêt du jeu est également de démocratiser l'accessoire de la Wii, le Wii Zapper,. Ce jeu permet également à la fois de proposer des jeux dans la ludothèque de la console, mais aussi d'utiliser toutes les capacités technologiques mises à la disposition du joueur.

### Conception
Link's Crossbow Training est développé par Nintendo EAD et produit par Shigeru Miyamoto, Eiji Aonuma et Takashi Tezuka. Le jeu reprend le moteur de jeu de The Legend of Zelda: Twilight Princess. Pour Miyamoto, l'idée est aussi de tirer parti du vaste univers de Twilight Princess, et de réaliser une sorte d'histoire annexe,. Cette idée lui vient puisqu'une histoire parallèle a déjà été créée avec Majora's Mask. Il estime intéressant de proposer un nouveau jeu dans l'univers de Twilight Princess, d'autant plus que les sorties de jeux Zelda sont espacées d'une période assez longue de quelques années. L'équipe de développement commence à travailler sur un scénario, puisque Miyamoto veut faire du jeu une histoire parallèle à Twilight Princess. Cependant, elle lui propose des histoires qui peuvent être qualifiées de « récits épiques », à l'opposé d'« histoires annexes ». Lorsque Miyamoto décide de ne pas les utiliser, l'équipe est bouleversée, comme s'il « anéantissait toutes les idées qu’elle avait développées jusqu’alors ». Une partie de l'équipe rétorque qu'elle ne devrait pas suivre le concept proposé, car il s'agit simplement de réutiliser un logiciel déjà existant et de le vendre aux consommateurs. Mais Miyamoto veut lui centrer le jeu sur l'accessoire Wii Zapper. Il propose de créer un prototype fonctionnel et de laisser les testeurs donner leurs impressions. S'ils ne l'aiment pas, Miyamoto est prêt à changer d'axe de développement. Satoru Iwata présente le projet à Nintendo of America, qui émet des doutes quant à son intérêt. La filiale américaine réunit alors plusieurs fans inconditionnels de la franchise The Legend of Zelda, qui réagissent pourtant tous positivement au prototype, ce qui entérine le choix du concept. Les rapports de ces joueurs-test sont communiqués quotidiennement à l'équipe de développement, de sorte qu'elle puisse adapter et faire évoluer le jeu au fur et à mesure.

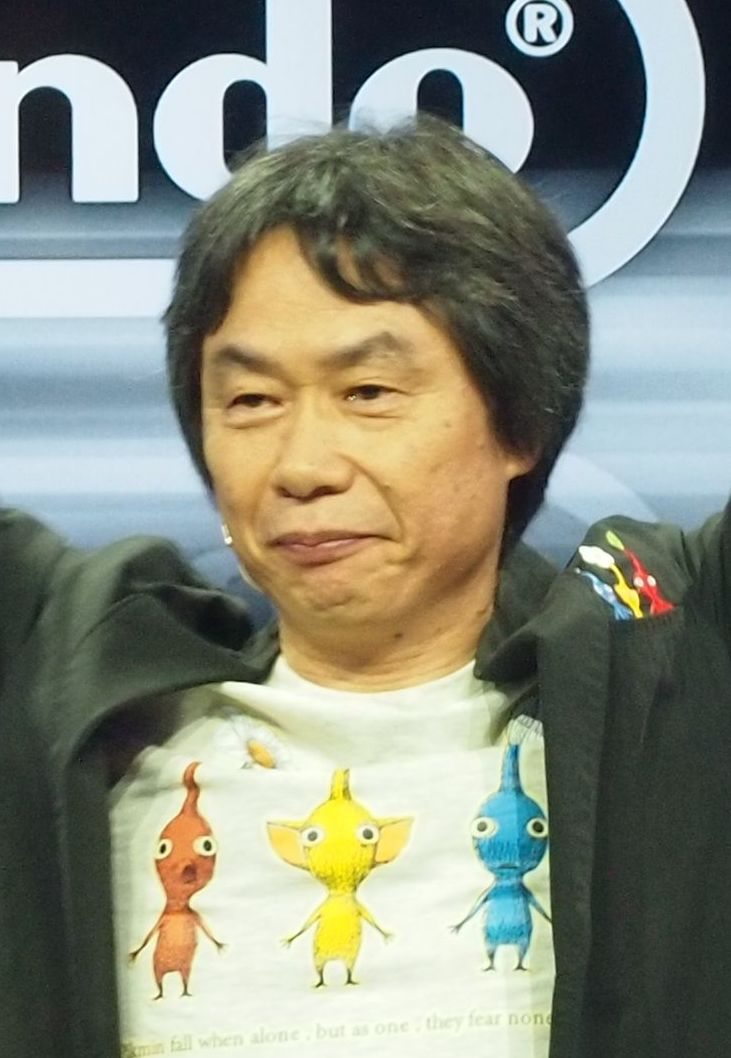
Shigeru Miyamoto est très impliqué dans toutes les décisions relatives à Link's Crossbow Training.

Miyamoto qui apprécie le village oublié du jeu Twilight Princess inspiré du thème du western spaghetti, décide de le recréer pour que le joueur puisse en profiter dans le genre du jeu de tir. Miyamoto choisit l'influence du western, car il estime que l'utilisation du Wii Zapper s'y prête bien et propose un gameplay plus amusant. Si l'arbalète ne permet pas de réaliser des tirs automatiques à répétition, Miyamoto estime que le plaisir de jeu le justifie et autorise cette fonctionnalité. Il veut que l'équipe garde à l'idée que le joueur doit trouver l'accessoire « fun et facile » à jouer. L'équipe rajoute à chaque niveau des nouveautés pour intéresser le joueur, notamment des éléments cachés permettant de faire augmenter le score. Miyamoto réalise une liste de tâches à ne pas faire pour l'équipe, comme rien incorporer d'inutile, ne pas inclure de longues scènes cinématiques, sinon, s'assurer que le joueur puisse terminer un niveau en moins de trois minutes, afin de ne pas le décourager d'essayer de le recommencer s'il échoue. Miyamoto demande à l'équipe de « ne pas se laisser prendre au piège » des récompenses, dans le but de laisser le joueur se concentrer en premier lieu sur son « voyage », et de ne pas inclure de batailles contre des boss afin qu'elle se concentre sur le développement d'un jeu divertissant plutôt que sur la création de ceux-ci. Pour Miyamoto, c'est le jeu et l'aventure qu'il procure qui sont intéressants et pas la fin du niveau. Après de nombreuses demandes de l'équipe qui veut en inclure trois, Miyamoto accepte finalement la présence de certains d'entre eux dans le jeu.

### Finalisation
Le jeu est au départ appelé Introduction to Wii Zapper. Cependant, l'équipe décide de changer de titre pour éviter la confusion avec le titre japonais de Wii Play, Introduction to Wii. Elle imagine un titre comme The Legend of Zelda: Phantom Crossbow mais préfère ne pas l'utiliser, pour que le public n'imagine pas le jeu comme une suite à part entière dans la franchise. Elle opte finalement pour Link's Crossbow Training,. Miyamoto choisit d'y ajouter ce dernier vocable, car le jeu a pour but d'être une initiation au genre FPS.
Le 11 juillet 2007, Nintendo annonce lors de la conférence de presse de l'E3 2007, que l'accessoire Wii Zapper serait accompagné d'un jeu inédit, sans préciser lequel. Le 9 septembre 2007, des rumeurs indiquent lors de la GameStop Expo se tenant à Las Vegas que le jeu fait partie de la franchise The Legend of Zelda et s'intitule Zelda Crossbow Training,,. Le lendemain, le 10 septembre, Nintendo officialise la sortie du jeu, accompagnant le Wii Zapper.

## Bande-son
La bande-son est composée de musiques de The Legend of Zelda: Twilight Princess remixées par Kenta Nagata. Les musiques de celui-ci sont composées par Koji Kondo, en collaboration avec Toru Minegishi et Asuka Ota,.

## Commercialisation
Link's Crossbow Training est publié sur Wii le 19 novembre 2007 en Amérique du Nord, le 7 décembre suivant en Europe, puis le 1er mai 2008 au Japon sous le titre リンクのボウガントレーニング (Rinku no bōgan torēningu). Il est vendu dans une grosse boite avec le Wii Zapper,.

## Accueil

### Critiques
Link's Crossbow Training est très moyennement accueilli par la presse spécialisée lors de sa sortie. Les critiques jugent le jeu trop court, avec trop peu de contenu et de profondeur de gameplay. La plupart d'entre elles estime cependant le jeu très divertissant, même s'il ne peut être considéré comme un vrai jeu, mais plutôt comme une démo amusante pour le Wii Zapper. En l'occurrence, celui-ci est unanimement jugé moyen, à la prise en main comme aux apports peu évidents et comme un accessoire dispensable. Le jeu totalise une moyenne de notes de 69,26 % sur GameRankings sur la base de 37 critiques et de 68 % sur Metacritic sur la base de 34 critiques.
IGN constate que le jeu est « incroyablement court », avec moins de dix niveaux. Jeuxvideo.com juge le gameplay très « accessible », et le contenu de « maigre », nécessitant seulement une à deux minutes par niveau soit seulement une heure pour en terminer la totalité. Le site estime que le Wii Zapper se prête « tout à fait au titre » et que les trois types de gameplay illustrent « parfaitement ses différentes applications ». Gamekult relève un temps de latence pour que le réticule se place à la position désirée. Pour le site, les vibrations émises lorsque l'arbalète tire à répétition sont le seul moment où « l'accessoire change véritablement quelque chose ». Il estime que les niveaux sont courts mais amusants. IGN qualifie le Wii Zapper de « coquille vide » « minable ». Pour le site, l'usage du bras au lieu de la main seule avec la télécommande ralentit les mouvements. L'accessoire devient seulement « amusant un court instant » et le jeu se joue mieux avec la télécommande Wii. GameSpot trouve difficile de dire que l'accessoire améliore le jeu. Le site rencontre des problèmes de calibrage. Il considère le gameplay simple et amusant, mais plus difficile s'il s'agit de réaliser les meilleurs scores. 1UP.com juge le jeu « étonnamment amusant » avec un « rythme vif » et le ciblage « réactif et satisfaisant », malgré « un accessoire n'inspirant pas confiance ». Le système de saisie à deux poignées est jugé problématique, le site conseillant l'usage simple des contrôleurs d'origine de la Wii. GameSpy estime que l'accessoire n'est en réalité pas très confortable. Eurogamer juge le Wii Zapper lourd et difficile à manipuler. Selon Gamekult, le mode multijoueur n'en a que le nom. GameSpot le décrit comme tenter de faire un score plus important que les autres et prêter le Wii Zapper à un autre joueur. Eurogamer déclare qu'il n'y a « absolument rien » dans le multijoueur.
Jeuxvideo.com, Gamekult et IGN notent que les visuels sont des éléments issus de Twilight Princess réutilisés tel quel,,. Il en est de même pour les musiques, sauf celles des menus,,. GameSpot n'apprécie pas le bruitage de l'arbalète, qui selon le site, ne semble pas correspondre à cette arme. Selon Game Revolution, la musique est bourdonnante et rapidement monotone.
Pour Jeuxvideo.com, Link's Crossbow Training « n'est pas réellement un jeu mais une modeste compilation de défis dans la lignée de Wii Play ». Pour le site, il faut garder à l'esprit que ce n'est pas un jeu, mais « juste une application pour le Wii Zapper ». IGN et Gamekult évoquent une démo,. Ce dernier juge le bundle « maigre », mais « sympathique », mais tout de même assez cher à l'achat. Selon Eurogamer, le jeu est amusant, mais n'est pas à la hauteur du jeu dont il reprend certains éléments, ni de jeux de tir de la concurrence.

### Ventes
En juillet 2008, le jeu totalise 194 849 exemplaires distribués au Japon. C'est le 16e jeu le plus vendu et le septième sur Wii en décembre 2008 aux États-Unis.
Le jeu s'est écoulé à travers le monde à hauteur de 2,75 millions d'exemplaires en septembre 2008, 3,44 millions fin janvier 2009 et à 3,76 millions d'exemplaires en mai 2009,.

## Postérité

### Importance dans la série
Si la presse apprécie le côté amusant de Link's Crossbow Training lors de sa sortie malgré sa durée de vie très courte, certains observateurs remettent depuis en question la démarche de Nintendo et l'intérêt d'un tel titre. Pour les auteurs de l'ouvrage Zelda : Chronique d'une saga légendaire, Link's Crossbow Training est la seconde fois que Nintendo dévoie sa franchise The Legend of Zelda après  Four Swords Adventures, qui se voit « pervertie sur l'autel de la promotion abusive ». Le « prestige de la série n'a pas suffi » à transcender une démo d'un nouvel accessoire, « cette forme de détournement strictement commerciale », dont Link devient le « porte-drapeau ». Le jeu est décrié par de nombreux fans pour son « concept simpliste » ainsi que sa « légèreté jugée indigne d'une franchise » telle que The Legend of Zelda.

### Suite
Fin 2009, lors d'une interview, Eiji Aonuma dévoile son intention de développer une suite intitulée Link's Crossbow Training 2. Il estime que Nintendo doit proposer que chose de plus et de mieux dans le genre du jeu de tir à la première personne, partant de l'expérience acquise avec Link's Crossbow Training. L'une de ses idées serait par exemple d'améliorer le multijoueur puisque le jeu est essentiellement jouable en solo, notamment en proposant aux joueurs de s'affronter à distante, via la Connexion Wi-Fi Nintendo. Cependant, la direction de Nintendo a refusé le projet et a lui demandé de travailler sur un nouveau jeu Zelda (Skyward Sword),,.

### Ressource primaire
1. ↑  (en) « Financial Results Briefing for the Six-Month Period Ended September 2008 » [PDF], sur Nintendo, 31 octobre 2008, p. 6.

### Interviews
1. 1 2 3 4 5 6 7 8 9 10 11 12  « Iwata demande : Link's Crossbow Training - 3. Élastiques et fil de fer », sur Nintendo, 7 décembre 2007.
2. 1 2 3 4 5 6 7 8  « Iwata demande : Link's Crossbow Training - 1. Des jeux pour combler le fossé », sur Nintendo, 7 décembre 2007.
3. 1 2 3 4 5 6 7 8  « Iwata demande : Link's Crossbow Training - 2. Le voyage comme récompense », sur Nintendo, 7 décembre 2007.

### Ressources secondaires
1. 1 2 3 4 5 6 7  Jean-Marc Delprato, « Link's Crossbow Training », Les Cahiers de la playhistoire, Omaké Books, no 2 Hors-série « Spécial The Legend of Zelda »,‎ juin-juillet 2017, p. 88 (ISSN 2417-291X).
2. 1 2 3 4  Takashi Yamamori Kazuya Sakai, Spinoff Titles: Link's Crossbow Training, p. 1465-1466.
3. ↑  (en) Mark I. West, The Japanification of Children's Popular Culture : From Godzilla to Miyazaki, Scarecrow Press, 2008, 306 p. (ISBN 9780810862494, lire en ligne), « Japanese Dominance of the Video-Game Industry and the Future of Interactive Media », p. 87.
4. 1 2 3 4 5 6  Salva Fernandez, III. À la recherche de l'héritier : Les Autres Zeldas - Link's Crossbow Training, p. 169-171.
5. 1 2 3 4  Virgile, « Test Link's Crossbow Training (Wii) », sur Jeuxvideo.fr, 12 décembre 2007.
6. 1 2 3 4 5 6 7 8 9 10 11  (en) Alice Liang, « Link's Crossbow Training Preview for Wii », sur 1UP.com, 15 octobre 2007.
7. 1 2 3 4 5 6 7 8 9 10 11 12 13 14  Romendil, « Test du jeu Link's Crossbow Training sur Wii », sur Jeuxvideo.com, 10 décembre 2007.
8. 1 2 3 4 5 6 7 8 9 10 11 12  Trunks, « Test - Link's Crossbow Training : à zapper ? », sur Gamekult, 7 décembre 2007.
9. 1 2 3 4 5 6 7 8  (en) Bryn Williams, « Review: Link's Crossbow Training 1 », sur GameSpy, 20 novembre 2007.
10. 1 2 3  Eiji Aonuma Akira Himekawa, Catalogue des jeux : Link's Crossbow Training, p. 236.
11. 1 2 3 4 5 6 7 8 9 10 11  (en) Matt Casamassina, « Link's Crossbow Training Review », sur IGN, 20 novembre 2007.
12. 1 2 3 4 5 6  (en) Aaron Thomas, « Link's Crossbow Training Review », sur GameSpot, 21 novembre 2007.
13. 1 2 3  (en) Zack Stern, « Joystiq hands-on: Link's Crossbow Training (Wii) », sur Engadget, 15 octobre 2007.
14. 1 2  (en) Anthony Dickens, « Link's Crossbow Training Review (Wii) », sur Nintendo Life, 26 novembre 2007.
15. 1 2 3  Nicolas Courcier Mehdi El Kanafi, Chapitre XV : Épisodes annexes : Link's Crossbow Training - Link devenu VRP, p. 175-176.
16. ↑  (en) Tae Kim, « Preview: Link's Crossbow Training for Wii », sur GamePro, 15 octobre 2007, p. 1-2.
17. 1 2  « The Legend of Zelda Crossbow Training », Consoles +, no 188,‎ novembre 2007, p. 37.
18. ↑  (en) Stephen Totilo, « Metroid Prime Developers Reveal How They Pushed Wii Graphics And That Famous Controller », sur MTV News, 20 septembre 2007.
19. ↑  (en) Jeremy Parish, « Miyamoto on Wii Fit, Hardcore Gamers », sur 1UP.com, 17 avril 2008.
20. ↑  (en) Justin McElroy, « Zelda Crossbow Training packed in with Wii Zapper [update] », sur Engadget, 9 septembre 2007.
21. ↑  (en) Ben Kuchera, « Breaking news: Wii Zapper pack-in will be Zelda Crossbow Training », sur Ars Technica, 9 septembre 2007.
22. ↑  (en) Kris Pigna, « Link's Crossbow Training Packed-In with Wii Zapper », sur 1UP.com, 9 septembre 2007.
23. ↑  (en) James Ransom-Wiley, « Link's Crossbow Training bundled with Wii Zapper, ships Nov 19 », sur Engadget, 10 septembre 2007.
24. 1 2  Ankama Presse, Symphonie pour Hyrule, p. 146-149.
25. ↑  Ankama Presse, The Legend of Zelda: Twilight Princess, p. 90-99.
26. ↑  (en) Mike Jackson, « Wii Review: Link's Crossbow Training », sur Computer and Video Games, 24 novembre 2007.
27. ↑  (en) Chris Shepperd, « Link's Crossbow Training review », Nintendo Power, no 223,‎ décembre 2007, p. 84.
28. 1 2 3  (en) Nick Suttner, « Link's Crossbow Training », sur 1UP.com, 30 novembre 2007.
29. 1 2 3 4  (en) Mathew Kumar, « Link's Crossbow Training + Wii Zapper », sur Eurogamer, 26 novembre 2007.
30. 1 2  (en) Windy, « Link's Crossbow Training Review », sur Game Revolution, 13 décembre 2007.
31. ↑  (en) David Gibbon, « Wii: Link's Crossbow Training », sur Digital Spy, 7 décembre 2007.
32. 1 2  (en) « Link's Crossbow Training », sur Metacritic.
33. ↑  (en) « Link's Crossbow Training », sur GameRankings.
34. ↑  (en) « Nintendo Wii Japanese Ranking », sur Japan Game Charts, 25 juillet 2008.
35. ↑  (en) Chris Kohler, « Top 10 Games of December 2008, By Platform », sur Wired, 16 janvier 2009.
36. ↑  Boulapoire, « Nintendo livre ses chiffres de vente », sur Gamekult, 30 janvier 2009.
37. ↑  (en) Luke Plunkett, « These Are The Biggest-Selling Wii, DS Games Of All Time », sur Kotaku, 7 mai 2009.
38. ↑  (en) Robert Purchese, « Wii Sports sells 45 million copies », sur Eurogamer, 8 mai 2009.
39. ↑  (en) Mark Langshaw, « Link's Crossbow sequel rejected », sur Digital Spy, 27 décembre 2009.
40. ↑  (en) Kris Pigna, « Aonuma Wanted to Make Link's Crossbow Training 2 », sur 1UP.com, 27 décembre 2009.
41. ↑  Rédaction, « Le jeu rêvé du producteur des Zelda », sur Jeuxvideo.com, 29 décembre 2009.